# La Duchesse de Langeais (film, 1926)
Pour les articles homonymes, voir La Duchesse de Langeais (homonymie).
La Duchesse de Langeais (titre original : Liebe) est un film allemand réalisé par Paul Czinner, sorti en 1926, adapté du roman La Duchesse de Langeais d'Honoré de Balzac.

## Synopsis
Grande coquette et séductrice, la duchesse de Langeais repousse les avances d'Armand de Montriveau, puis elle s'éprend de lui, mais il la repousse à son tour. Elle s'enfuit alors et se cache dans un couvent. Montriveau part à sa recherche.

## Fiche technique
- Titre : Liebe
- Réalisation : Paul Czinner
- Scénario : Paul Czinner d'après Honoré de Balzac
- Directeur de la photographie : Adolf Schlasy et Arpad Viragh
- Pays de production : Allemagne  République de Weimar
- Date de sortie : 1926
- Genre : drame
- Durée :  1 h 47 min

## Distribution
- Elisabeth Bergner : Antoinette de Langeais
- Hans Rehmann : le général de Montriveau
- Olga Engl : la vieille princesse
- Agnes Esterhazy : la comtesse de Sérizy
- Jaro Fürth : le duc de Grandlieu
- Else Heller : l'abbesse
- Arthur Kraußneck : le vidame de Pamiers
- Paul Otto : le marquis de Ronquerolles
- Karl Platen : un domestique
- Elza Temary : la vicomtesse de Fontaine
- Leopold von Ledebur : le duc de Navarreins
- Nicolai Wassiljeff